# حسن‌آباد (سعادت‌آباد)
حسن‌آباد یا حسن آباد ۱ روستایی در دهستان سعادت‌آباد بخش پاریز شهرستان سیرجان استان کرمان ایران است.

## جمعیت
بر پایه سرشماری عمومی نفوس و مسکن در سال ۱۳۹۵ جمعیت این روستا ۱۸۸ نفر (۵۵خانوار) بوده‌است.